# Oberlandesgericht Tübingen

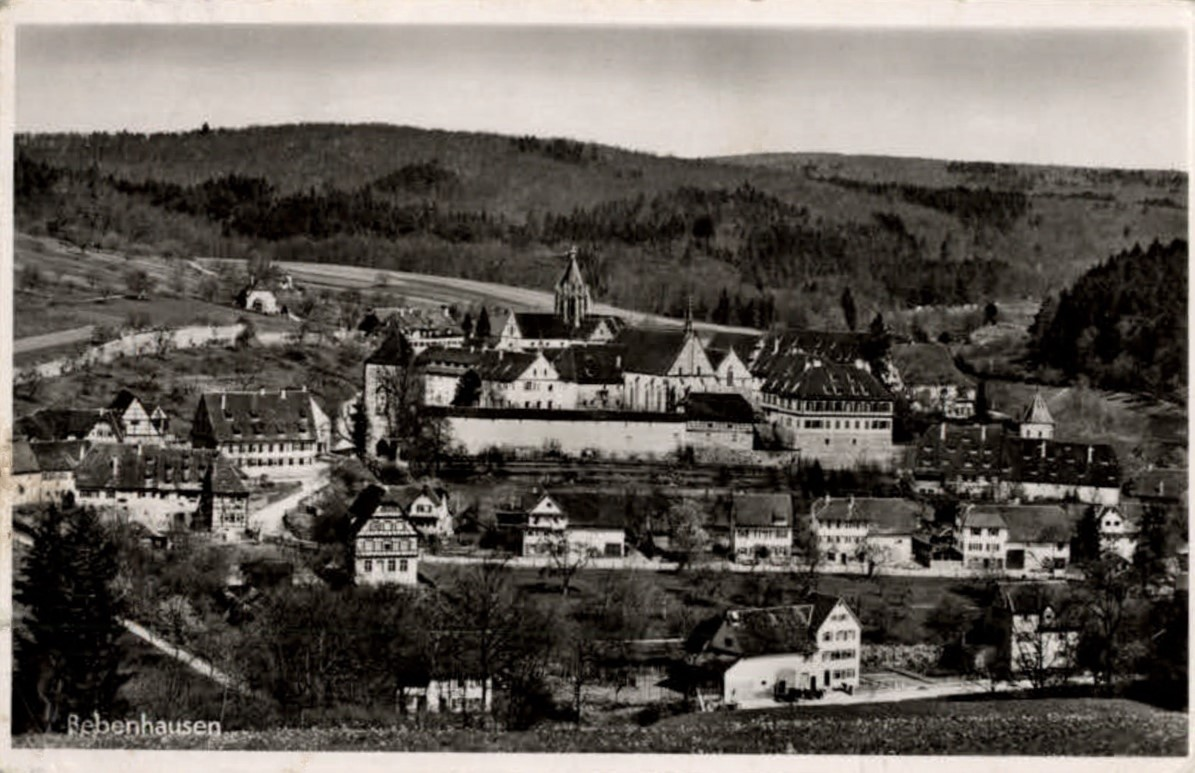
Blick auf Kloster Bebenhausen, Sitz des OLG, um 1952

Das Oberlandesgericht Tübingen war ein Oberlandesgericht in Tübingen, das von 1946 bis 1953 bestand. Es war für das Gebiet Südwürttemberg-Hohenzollern und den  Bayerischen Kreis Lindau als Teil der französischen Besatzungszone zuständig und wurde nach der Gründung Baden-Württembergs aufgelöst. 

## Geschichte
Im Juni 1946 wurde von den französischen Besatzungsbehörden das Oberlandesgericht Tübingen für das Gebiet Südwürttemberg-Hohenzollern errichtet. Am 18. Mai 1946 war bereits ein Landgericht Lindau als Gericht der zweiten Instanz für den Bayerischen Kreis Lindau gegründet worden. Als Revisionsinstanz war das zu gründende Oberlandesgericht Tübingen vorgesehen. Der Präsident des OLG war nach der Verfassung des Landes Württemberg-Hohenzollern auch Vorsitzender des Staatsgerichtshofs für das Land Württemberg-Hohenzollern. Der Zusammenschluss der Südweststaaten zum Land Baden-Württemberg im Jahr 1952 führte dann auch zu einer Neuordnung der Justiz, das Oberlandesgericht Tübingen wurde mit dem Gesetz über die Oberlandesgerichte vom 27. April 1953 aufgelöst und 1954 dem Oberlandesgericht Stuttgart angegliedert.

## Präsidenten
- Eugen Boeckmann (bis 5. April 1947)
- Emil Niethammer (1. November 1947 bis 1. Juni 1950)
- Karl Walter (kommissarisch, vom 1. Juni 1950 bis 31. Dezember 1950)
- Oskar Schmid (1. Januar 1951 bis 30. Juni 1953)

## Gerichtsgebäude
Das Oberlandesgericht war gemeinsam mit der Beratenden Landesversammlung bzw. später dem Landtag für Württemberg-Hohenzollern, dem Landeswirtschaftsrat und dem Verwaltungs- und Kompetenzgerichtshof im ehemaligen Kloster Bebenhausen untergebracht.